# Роза Потоцька
Роза Станіславівна Браницька, також Потоцька, з родини Потоцьких (пол. Róża Potocka; 1780, Тульчин — 20 жовтня 1862, Париж) — польська аристократка, художниця-аматор.

## Біографія
Народилася 1780 року в Тульчині в родині Станіслава Щенсного Потоцького та Юзефіни Амалії, уродженої Мнішек.
Її перший шлюб — з Антонієм Потоцьким, від якого вона мала доньку — закінчився розлученням у 1812 році. Пізніше вона вийшла заміж за Владислава Гжегожа Браницького, з яким мала семеро дітей: Ксаверія, Елізу, Олександра, Софію, Костянтина, Катажину та Владислава. Мати Браницького була проти шлюбу і відмовлялася зустрічатися з Розою до 1831 року. Після смерті Браницького Роза виїхала до Франції. У 1849 році вона купила замок для свого сина Ксавері і половину власності в Монтрезорі, а також 2300 гектарів навколишньої землі. У замку зібрано численні полоністичні артефакти. Заснувала школу в Браницькій.
Аматорськи захоплювалася малюванням та аквареллю. У дитинстві, ймовірно, брала участь у родинній вишивці хоругв, які були подаровані Станіславу Августу Понятовському під час його візиту до Тульчина, коли він повертався з зустрічі з Катериною II. У колекції Національного музею у Варшаві є два портрети, виконані Браніцькою в техніці акварелі: Портрет Зофії Жултовської (29 х 21,6 см) та Портрет Бернарда Потоцького (30,2 х 22,6 см). У музеї також зберігається портрет Браницької роботи Арі Шеффера. Її доньки Еліза, Зофія і Катажина також стали художницями-аматорами.
Браницька фігурувала в листах Зигмунта Красінського, чиєю тещею вона була, під псевдонімом «Фрегата».
Мала вищий російський жіночий орден. У квітні 1837 р. нагороджена «малым крестом ордена Святой Екатерины».
Померла 20 жовтня 1862 року в Парижі. Спочатку її останки були поховані на кладовищі в Монтрезорі, а потім перенесені до Кшешовіце.

## Галерея

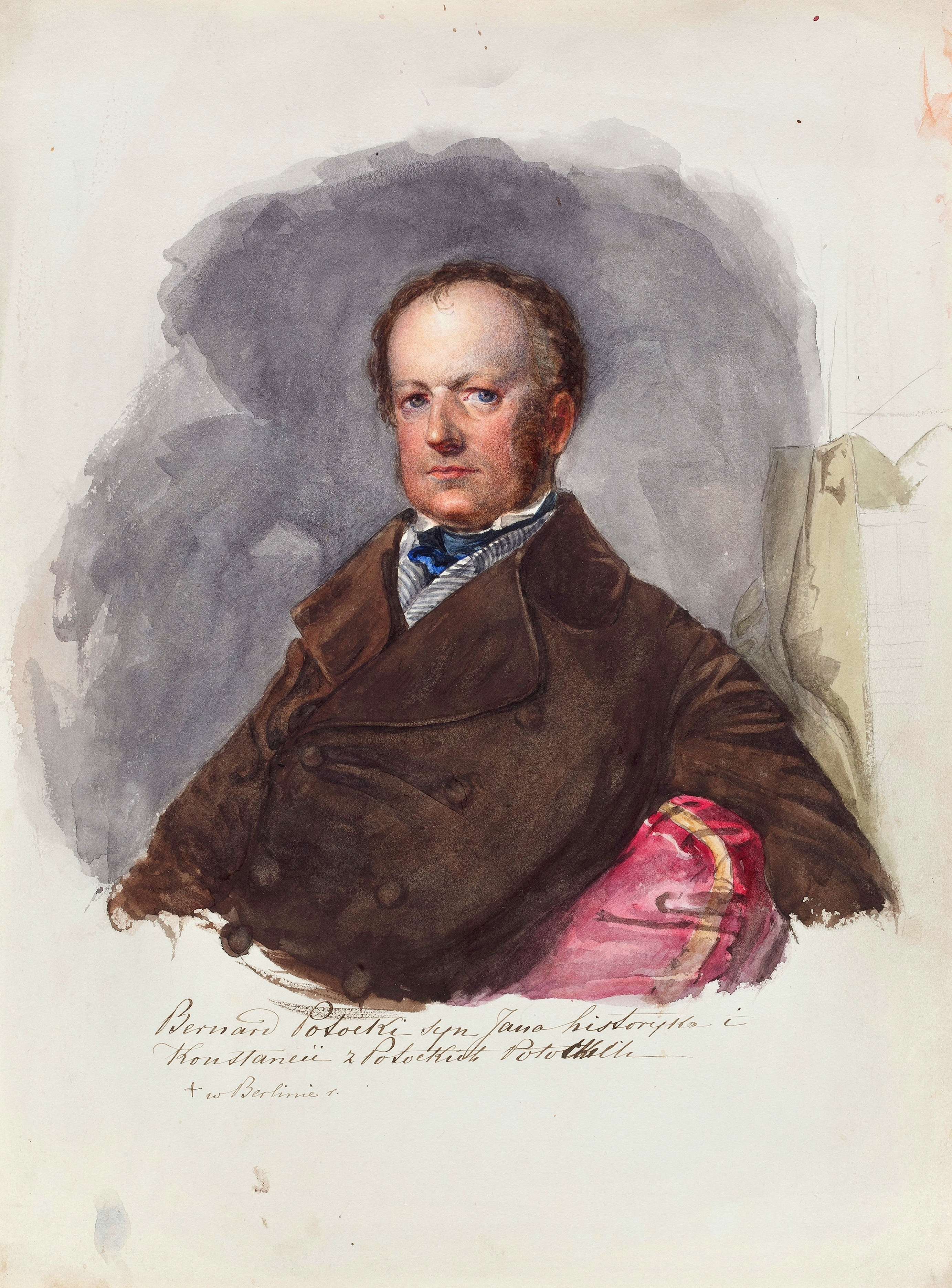
Портрет Анджея Бернарда Потоцького
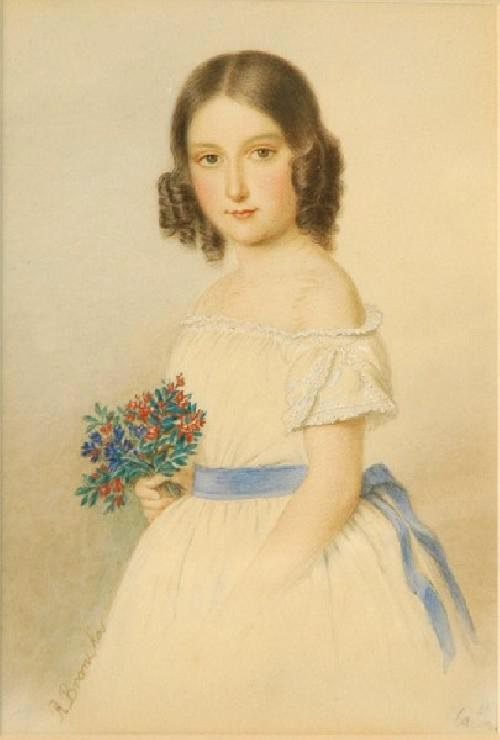
Портрет доньки
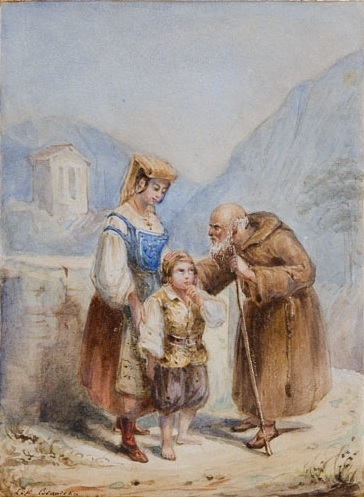
Зустріч на дорозі